# Џорџ Харисон
Џорџ Харисон (енгл. George Harrison; Ливерпул, 25. фебруар 1943 — Лос Анђелес, 29. новембар 2001) био је енглески гитариста, певач, текстописац и филмски продуцент.
Најпознатији је као члан Битлса. Иако су Пол Макартни и Џон Ленон били главни текстописци у групи, многи њихови албуми садржали су макар једну Харисонову композицију, као што су "While My Guitar Gently Weeps", "Here Comes the Sun" и "Something".
Од 1965. почео је да води Битлсе у фолк-рок кроз свој интерес према музици Боба Дилана као и према класичној индијској музици кроз његово коришћење ситара (традиционалног инструмента) у песми "Norwegian Wood (This Bird Has Flown)". Развио је љубав према индијској култури и мистицизму које је преставио осталим члановима Битлса и њиховој публици кроз њено увођење у њихову музику. Након распада Битлса 1970. објављује троструки албум All Things Must Pass, са кога су настала два хит сингла. Такође је 1971. организовао Концерт за Бангладеш са Равијем Шанкаром, као претходница за каснији велики хуманитарни концерт Live Aid.
Објавио је више комерцијално успешних синглова и албума као соло извођач, такође је и један од оснивача групе Traveling Wilburys. Као успешан музичар учествовао је у својству гостујућег гитаристе у песмама Бедфингера, Ронија Вуда и Билија Престона, познате су и његове колаборације са Бобом Диланом, Ериком Клептоном и Томом Петијем. Магазин Ролинг стоун га је прогласио 11. најбољим гитаристом свих времена ("100 Greatest Guitarists of All Time").
Харисонов први брак са Пети Бојд окончан је разводом 1977. Следеће године оженио се Оливијом Тринидад Арис са којом има једног сина. Харисон је преминуо 2001, у 59. години живота, од рака плућа. Кремиран је и његов пепео је расут у рекама Ганг и Јамуна у складу са хиндуистичком традицијом.

## 1943–57: Детињство и рана младост
Рођен у Ливерпулу, Енглеска,25. фебруара 1943, Харисон је био најмлађи од четворо деце Харолда Харисона и његове жене Луизе. Имао је једну сестру Луиз, и два брата, Харија и Питера. Његова мајка је била продавачица из католичке породице са ирским коренима, а његов отац је био кондуктер који је радио као управитељ брода. Његова будућа жена, модел Пети Бојд, описала је Харисонове родитеље као "прилично кратке и пуне Ливерпула". Према њеном мишљењу, Харисонова мајка је пружала доста подстицаја : "Све што је желела за своју децу је да буду срећни, приметила је и да ништа не чини Џорџа толико срећним од стварања музике". Као ентузијастичан музички фан, била је позната по свом гласном певању које је привлачило доста публике. Док је била трудна са Џорџом, често је слушала недељни програм Радио Индија. Харисонов биограф Џошуа Грин написао је,"Сваке недеље пуштала је мистичне звуке извођене од стране ситаре и табле (инструменти), надајући се да ће егзотична музика донети мир њеној беби".
Харисон је првих шест година живота провео у трошној кући, са пољским тоалетом, док се његова целокупна кућа грејала на један камин. 1948. у петој години, Харисон се уписао у основну школу. Након завршене основне школе, положио је завршни испит и директно се уписао на Ливерпулски Институт.
Године 1956, доживео је отрковљење:док је возио бицикл, чуо је песму Елвиса Прислија "Heartbreak Hotel" из оближње куће, песма је потстакла његово интересовање за рокенрол. Често је седео у задњој клупи цртајући гитаре у школским књигама, касније је то прокоментарисао: "Био сам потпуно опседнут гитарама ".
Иако забринут због жеље свог сина за остварењем музичке каријере, крајем 1956. Харисонов отац му купује акустичну гитару. Пријатељ његовог оца учи Харисона како да изводи песме "Whispering", "Sweet Sue", и "Dinah". Инспирисан музиком Лони Донегана формира групу Ребелс са својим братом Питером и његовим пријатељем, Артуром Келијем. На аутобуској линији 56 Харисон упознаје Пола Макартнија, који постаје члан групе Џона Ленона Кворимен, а њих двојица су се спријатељили делећи заједничку љубав према музици..

## 1958–70: Битлси
Марта 1958, Харисон се појављује на аудицији за новог члана Кворимена, али Ленону се није допала чињеница да има 14 година, те је сматрао да је сувише млад да се придружи бенду. Током другог састанка, који је организовао Макартни, изводио је гитарски део инструменталне песме "Раунчи" на горњој палуби ливерпулског аутобуса.. Убрзо је почео да се дружи са групом, ускакао је као гитариста по потреби, и до времена кад је напунио 15. година прихваћен је као пуноправан члан. Иако је његов отац желео да он настави школовање, Харисон је напустио школу са 16 година и неколико месеци радио је као шегрт електричара у локалној робној кући. Током прве турнеје по Шкотској 1960, Харисон користи псеудоним "Карл Харисон", одајући пошту Карлу Перкинсу.
Током 1960, Алан Вилијамс уговара да бенд, који сада добија назив Битлси, наступа у Хамбургу. Импровизовано музичко образовање Харисон стиче свирајући са Битлсима, а такође и узимајући часове од Тонија Шеридана са којим су тада сарађивали, на тај начин је поставио темеље свог звука и своје мирне, професионалне улоге у групи, стекавши епитет "Мирног Битлса ". Први боравак бенда у Хамбургу је завршен прерано када је Харисон депортован због тога што је био превише млад да ради у ноћним клубовима. Децембра 1961. менаџер групе постаје Брајан Епстајн, који подиже њихов углед и обезбеђује им уговор са компанијом „EMI-Parlophone“. Први сингл групе, „Love Me Do“, достиже 17. место на британској листи најслушанијих песама, и кад је њихов дебитантиски албум „Please Please Me“ објављен почетком 1963, „Битлманија“ је отпочела. Њихов други албум,„With the Beatles“ (1963), укључује и његову прву соло написану песму „Don't Bother Me“.
Од 1965 почео је да води остале Битлсе у фолк рок кроз његов интерес према музици Боб Дилана као и према класичној индијској музици кроз његово коришћење ситара (традиционалног инструмента) на албуму Rubber Soul у песми "Norwegian Wood (This Bird Has Flown)". Касније је назвао овај албум својим омиљеним албума Битлса. Албум Revolver (1966) садржао је три његове композиције "Taxman", "Love You To" и "I Want to Tell You".. Песма "Tomorrow Never Knows" приказује сталну тежњу бенда за откривањем нових источњачких инструмената, док песма "Love You To" представља прву песму са сегментима индијске музике. Према етномузикологу Дејвиду Реку, ова песма представља преседан у популарној музици као пример азијске културе коју заступају западњаци са поштовањем и без исмевања.
Крајем 1966. Харисонови интереси се разилазе са интересима осталих Битлса, што се огледа у његовом окретању га источњачким гуруима и религиозним лидерима који су приказани на омоту албума Sgt. Pepper's Lonely Hearts Club Band из 1967. године. Његова соло композиција на овом албуму "Within You Without You", инспирисана је Индијом и на њој ни један од других чланова Битлса није радио. 1968. године ствара песму "The Inner Light", коју снима у ЕМИ студију у Мумбају уз сарадњу са локалним свирачима на традиционалним индијским инструментима. Кроз текст песме се огледа Харисонов велики интерес ка Хиндуизму и медитацији, док је музикално више усмерена ка Карнатака стилу, за разлику од његовог, раније потенцираног Хинду стила.
Дилан и група The Band су имали највећег утицаја на Џорџа крајем своје карије у Битлсима. Успоставља пријатељство са Диланом, томе највише доприносе истоветна идеја о стварању музике као и став о потреби једнакости свих чланова бенда, што није био случај са Битлсима, код којих су доминантне фигуре били Макартни и Ленон. То се поклапало са плодним периодом у његовом писању песама као и растућом жељом за афирмацијом своје независности од Битлса. Током снимања албума The Beatles 1968, тензије у групи расту, што кулминира напуштањем Старовим кратким одласком из групе. Поновне тензије између Битлса се јављају приликом снимања пробе у Твикенхам студију јануара 1969, што ће бити употребљено за стварање њиховог албума Let It Be. Фрустриран лошим условима за рад у хладном студију, као и приметног Леноновог креативног раздвајања од Битлса и доминантног става Макартнија, Џорџ напушта групу 10. јануара, али пристаје да се врати дванаест дана касније.
Односи између Битлса се поправљају током снимања њиховог последњег албума "Abbey Road", на коме су се нашле Харисонове најзначајније песме "Here Comes the Sun" и "Something". 1969. Френк Синатра снима своју верзију песме Something називајући је "најлепшом љубавном песмом у протеклих педесет година". По Леноновом мишљењу најбоља песма овог албума, Something постаје друга најобрађиванија песма Битлса након пеме "Yesterday".Gilmore 2002, стр. 39 Питер Лавеци је написао " Харисон је коначно постигао једнак статус текстописца...са своја два класична доприноса задњем албуму Битлса".
Априла 1970. песма "For You Blue" постаје Харисонов други хит сингл. Повећана продуктивност и одбијање Битлса да уврсте његове песме на албумима довело је до тога да у време њиховог распада Харисон сакупи велики број необјављених песама. Док је Харисон растао као текстописац, његово присуство на албумима групе је било ограничено на две до три песме, што је повећало његову фрустрацију, а на крају и допринело распаду бенда. Џорџово последње снимање са Битлсима било је 4. јануара 1970, када су он, Макартни и Харисон снимали Харисонову песму "I Me Mine".

## 1968–87: Соло каријера

### Почетак соло каријере
Пре распада Битлса Харисон је већ снимио и издао два соло албума: Wonderwall Music и Electronic Sound, на којима су се углавном налазиле инструменталне композиције. Wonderwall Music, музика из филма Wonderwall је комбинација индијских и западних инструмената, док Electronic Sound представља инструментални албум компонован на "Мог" синтисајзерима. Објављен у новембру 1968, Wonderwall Music је Харисонов први соло албум на коме су радили и индијски музичари Aashish Khan и Shivkumar Sharma.
Децембра 1969. Харисон наступа на краткој турнеји по Европи са америчком групом "Delaney & Bonnie". Током турнеје су наступали и Клептон, Боби Витлок, и бубњар Џим Гордон и вође бенда Делени и Бони Брамлет. Харисон почиње да пише песму "My Sweet Lord" која постаје његов први сингл у соло каријери. Делени Брамлет инспирише Харисона да научи да свира на слајд гитари, што је значајно утицало на његову каснију каријеру.

### All Things Must Pass
Након година у којима је његов допринос као текстописца, на албумима Битлсима био ограничаван, Харисон објављује All Things Must Pass. Био је то троструки албум са два диска његових песама и једним диском његове импровизоване свирке са пријатељима. Хваљен од многих као његово највеће достигнуће, албум заузима врхове топ листа са обе стране Атлантика. ЛП је продуцирала његов хит синглове My Sweet Lord и What Is Life. Албум је рађен у копродукцији Фила Спектора у чему је коришћен његов "Звучни зид", од музичара су се ту нашли Стар, Клептон, Гери Рајт, Престон, Клаус Ворман, цео бенд "Delaney & Bonnie" као и група "Бедфингер". Бен Герсон из Ролинг Стоунса
описао је овај овај албум као "музику планинских врхова и непрегледних хоризоната". Музиколог Ијан Инглис дао је свој утисак о насловној нумери албума за коју је написао да " признаје пролазност људског постојања...једноставног и дирљивог растанка" са Харисоновом бившом групом. 1971. Bright Tunes је тужио Харисона због кршења ауторских права, указујући на сличност песме "My Sweet Lord" са песмом Клифонса "He's So Fine". Џорџ је тврдио да песма није плагијат, али је изгубио судски спор 1976. уз закључак судије да је то учинио подсвесно.
Године 2000, Apple Records поновно објављује All Things Must Pass поводом тридесетогодишњице његовог изласка, у чијој промоцији активно учествује и Харисон током које даје интервју у коме се осврнуо на свој рад: "То је нешта што ми је представљало наставак Битлса. То је био начин да изађем из Битлса и одем својим путем... то је била једна срећна прилика".

### Концерт за Бангладеш
Одговоривши на молбу Рави Шанкара, Харисон организује хуманитарни догађај, концерт за Бангладеш 1. августа 1971, привукавши више од 40.000 људи у Медисон сквер гардену. Циљ манифестације био је да се прикупе средства за помоћ избеглицама током Бангалдешког ослободилачког рата. Шанкар је отворио манифестацију, на којој су наступали многи музичари, између осталих Дилан, Клептон, Леон Расел, Престон и Стар.
Троструки албум The Concert for Bangladesh је објављен исте године, а годину дана касније 1972. и филм концерта. Пореске невоље као и каснији спорни трошкови однели су многе приходе, али је Харисон после прокоментарисао: "Главни циљ концерта био је да привуче пажњу на тешку ситуацију... Новац је био споредна ствар, иако смо касније имали проблема са њим... Успели смо доста да сакупимо... али је то ипак само кап у океану. Најбитније је да проширимо свест о томе и утичемо на крај рата". Манифестација је описана као иновативни претходник многих хуманитарних концерата великих размера, попут Live Aid.

### Living in the Material WorldдоGeorge Harrison
1973. албум Living in the Material World долази на прво место Billboard листе најслушанијих албума на којој остаје пет недеља, док његова песма Give Me Love постаје најслушанија песма у Америци. Док у Великој Британији албум достиже друго место на листи, на којем остаје 12 недеља, а песма стиже на 8 место. Албум је имао раскошан изглед, а главни осврт био је на Харисоновој Хинду вероисповести. По Гриновом мишљењу "албум је садржао једне од уметнички најизражајнијих песама његове каријере". Уредник Rolling stone Стивен Холден описао је албум као "изузетно привлачним" и "дубоко заводљивим... чудесног у својем сјају, као израз вере". Други критичари су били мање ентузијастични, са мишљењем да је албум чудан и наглашено сентименталан, што је оставило Харисона прилично утученог.
Новембра 1974. Харисон започиње своју 45-одневну турнеју Dark Horse, постајући први бивши члан Битлса који је организовао турнеју по Северној Америци. Поред Харисоновог наступа са ансамблом музичара, као што су Престон, Том Скот, Вил Викс, Енди Њумарк и Џим Хорн, турнеја је укључила традиционалну индијску музику у извођењу "Равија Шанкара, Породице и Пријатеља". Упркос бројним позитивним критикама, реакција на турнеју је била негативна, са притужбама на садржај, структуру и дужину. Извођење је трајало два и по сата виђено је као предугачко за то време. Многи фанови су били против Шанкаровог присуства, пошто су очекивали да виде само Харисонов наступ. Џорџ је поједине слушаоце разочарао прерађеним песмама Битлса што су они окарактерисали као увредљив чин. Упала грла, због којег му је глас звучао неприродно довело је до негодовања критике и публике, која је турнеју прозвала "мрачно промуклом". Харисон је био толико разочаран да није одржао ни једну турнеју до 1990. Уредник Роберт Родригез је прокоментарисао " Турнеја Dark Horse се може сматрати неуспехом, који је резултирао да један број фанова није био сигуран ни шта слуша. Отишли су свесни промашеног догађаја којем су присуствовали".
У децембру Харисон објављује Dark Horse, албум који му доноси најлошије критике у његовој каријери .

## Приватни живот
Харисон се оженио манекенком Пати Бојд 21. јануара 1966, а Макартни је био кум. Харисон и Бојд су се упознали на сету 1964. Разишли су се 1974., а њихов развод је окончан 1977. Бојд је рекла да је њена одлука да прекине брак у великој мери последица Џорџових поновљених неверства. Последње неверство кулминирало је афером са Ринговом супругом Морин, коју је Бојд назвала „последњом чашом”. Последњу годину њиховог брака окарактерисала је као „подстакнуту алкохолом и кокаином“, а изјавила је: „Џорџ је прекомерно користио кокаин, и мислим да га је то променило... замрзнуло његове емоције и отврднуло срце“. Касније се преселила код Ерика Клептона и венчали су се 1979.
Харисон се 2. септембра 1978. оженио Оливијом Тринидад Аријас. Заједно су имали једног сина, Данија Харисона, рођеног 1. августа 1978. године.

## Дискографија
Студијски албуми:
- Wonderwall Music (1968)
- Electronic Sound (1969)
- All Things Must Pass (1970)
- Living in the Material World (1973)
- Dark Horse (1974)
- Extra Texture (Read All About It) (1975)
- Thirty Three & 1/3 (1976)
- George Harrison (1979)
- Somewhere in England (1981)
- Gone Troppo (1982)
- Cloud Nine (1987)
- Brainwashed (2002)